# Bobří rybník (Pihel)
Bobří rybník (Pihel) je rybník o rozloze vodní plochy 2,22 ha nalézající se asi 0,5 km východně od centra obce Pihel, místní části města Nový Bor v okrese Česká Lípa. Rybník tvoří spolu s Červeným rybníkem a rybníkem Pod Červeným rybníkem rybniční soustavu.
Rybník je nyní využíván pro chov ryb a sportovní rybolov.

## Galerie

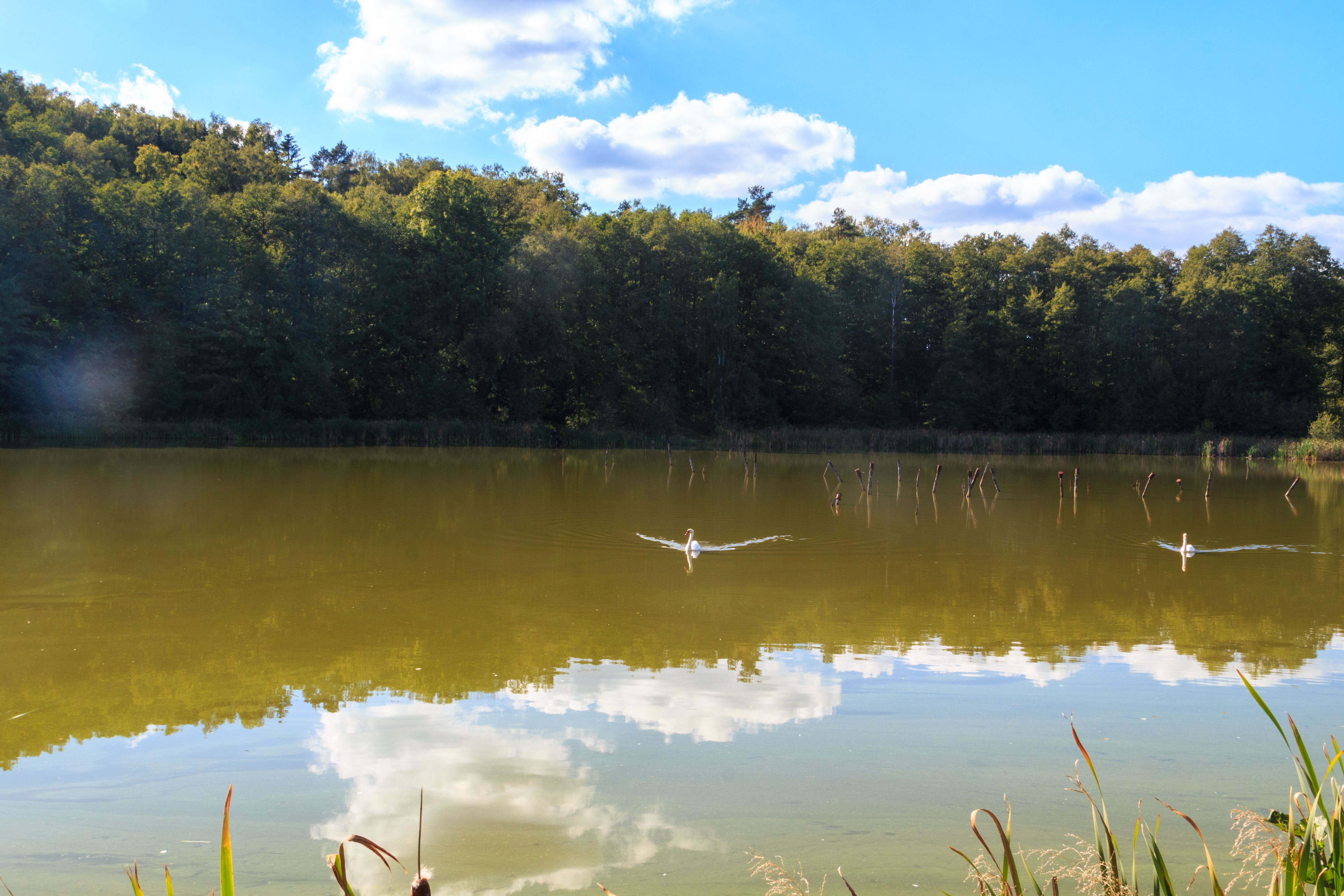
pohled na Bobří rybník u Pihelu
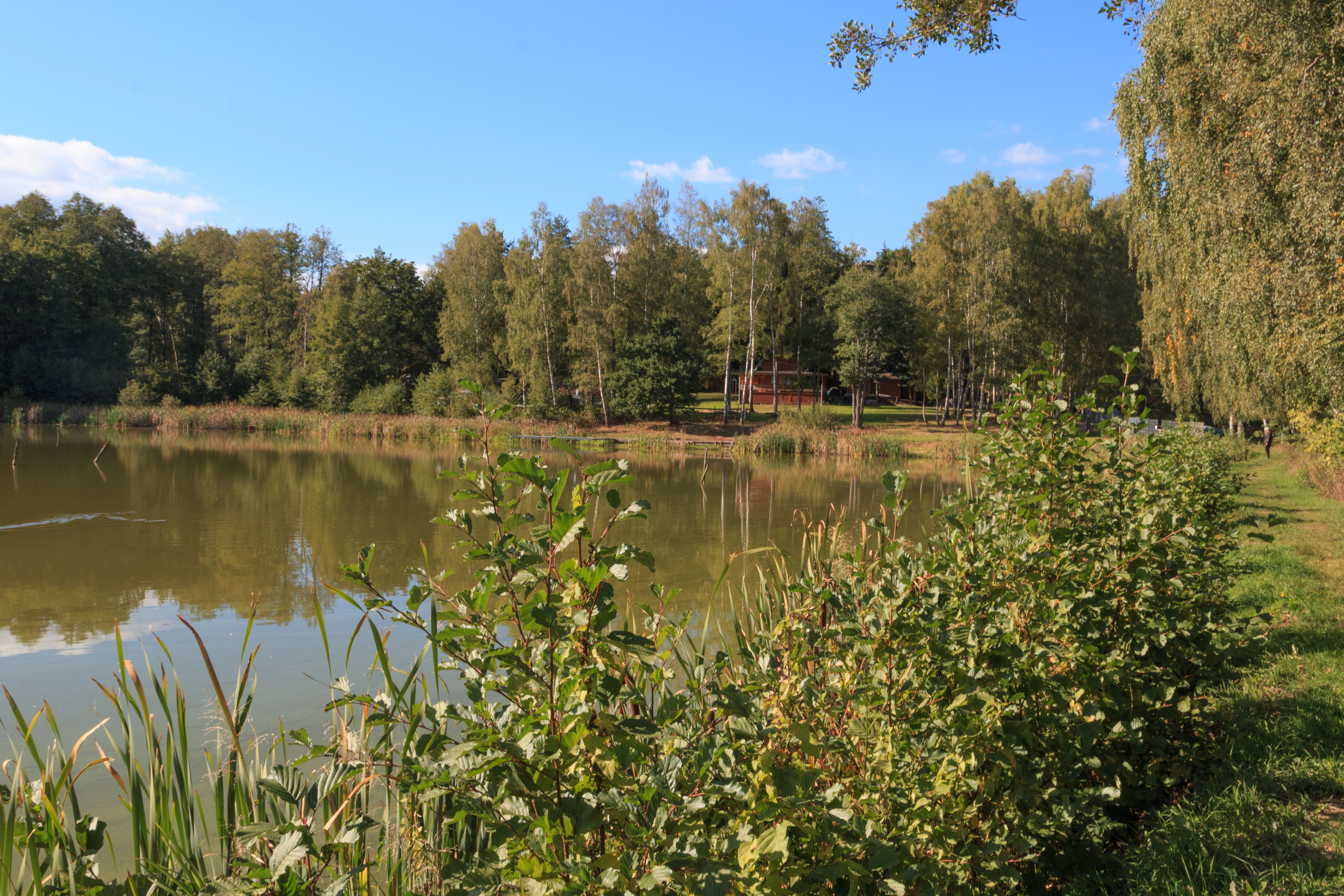
pohled na Bobří rybník u Pihelu
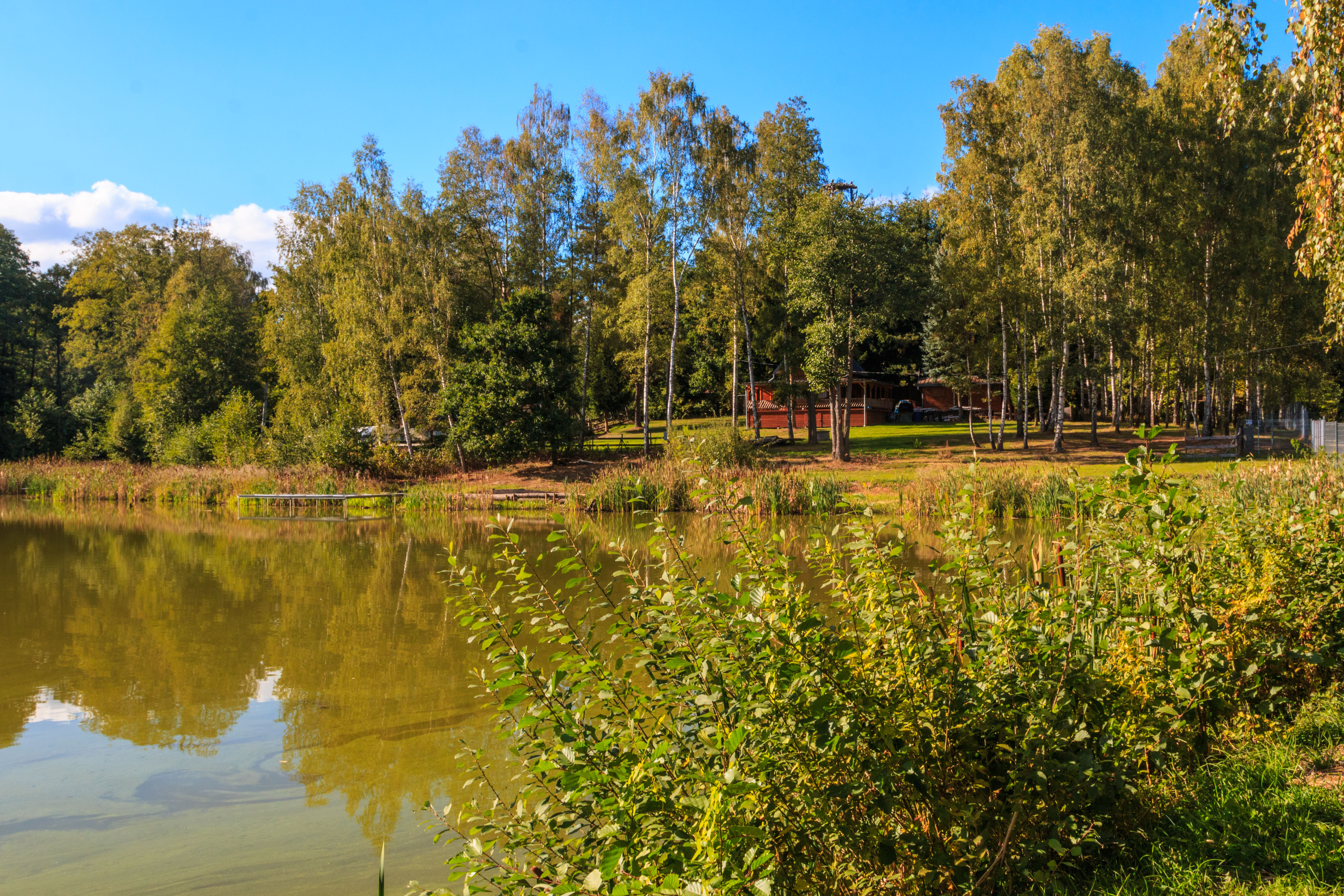
pohled na Bobří rybník u Pihelu